# Papiny Dochki
Papiny Dochki (littéralement, « Les filles à Papa ») est une série télévisée russe à vocation essentiellement comique, créée par Viatcheslav Mourougov et Alexandre Rodnianski et diffusée depuis 2007 sur  STS. La série reçoit la plus haute récompense de télévision russe, le prix TEFI en 2008 (meilleur sitcom et meilleur producteur) et en 2009 (meilleur sitcom et meilleur scénario).

## Sujet
Un père célibataire, psychiatre, doit survivre à la maison avec ses cinq filles. La situation est compliquée, car chaque fille est différente : une coquette, une gothique, une intellectuelle, une sportive et une enfant. La grand-mère maternelle, scientifique, vient également perturber l'équilibre de la famille déjà fragile.

## Distribution
Rôles principaux :
| Acteur                | Personnage                       | Rôle                                                                 |
| Andreï Leonov         | Sergueï Alexeïevitch Vasnetsov   | père des enfants                                                     |
| Nonna Gritchaïeva     | Lioudmila Sergueïevna Vasnetsova | Maman, femme de Sergueï                                              |
| Miroslava Karpovitch  | Macha                            | l'aînée, «la coquette»                                               |
| Anastasia Sivaïeva    | Dacha                            | la deuxième, «la gothique»                                           |
| Daria Melnikova       | Jenia                            | la troisième, «la sportive»                                          |
| Elizaveta Arzamassova | Galina Sergueïevna               | la quatrième, «l'intello»                                            |
| Ekaterina Starchova   | Pauline dite "Pougovka"          | la cadette                                                           |
| Olga Volkova          | Antonina Semionovna Gordienko    | la grand-mère maternelle des filles                                  |
| Valentin Smirnitski   | Mikhaïl Kazimirovitch Antonov    | le mari d'Antonina Semionovna Gordienko                              |
| Nina Rouslanova       | Nina Vasnetsova                  | la mère de Sergueï Vasnetsov, et grand-mère paternelle des filles    |
| Alexandre Samoïlenko  | Andreï Mikhaïlovitch Antonov     | le fils d'Antonina et Mikhaïl, dentiste, ami de la famille Vasnetsov |

## Personnages secondaires
- Mikhaïl Kokchenov : Alexeï Vasnetsov, père de Sergueï, grand-père des filles (épisodes 104, 105, 136, 282)
- Nina Rouslanova : Nina Vasnetsova, épouse d'Alexeï Vasnetsov, mère de Sergueï, grand-mère des filles (épisodes 21, 104, 105)
- Alexandre Gortchiline : Evgueni Zakharov, petit-ami de Jenia (épisodes 4-7, 11)

## Guest stars
- Vladimir Tourtchinski : Fiodor, entraîneur de culturisme (épisode 229)
- Timati : caméo, chanteur à la fête de Noël à l'école n° 69, il interprète sa chanson Dans notre club (épisode 126)
- Evelina Blodans : agent du service état-civil dans le rêve de Macha (épisode 331)
- Andreï Malakhov : caméo, client de l'agence matrimoniale Ludmilla, amoureux de Macha (épisode 154)
- Sergueï Lazarev : caméo, Macha le rencontre en promenade dans un parc (épisode 373)

## Diffusion
La série est diffusée en Russie (STS) et dans la plupart des pays de l'ex-URSS, notamment en Ukraine (1+1, Novij Kanal), en Biélorussie (VTV), au Kazakhstan (31 Kanal), en Lettonie (TV3, Viasat 3+) et en Estonie (Viasat 3+).